# 夏敬源
夏敬源（1958年3月—），湖北浠水人，中华人民共和国植物保护专家、政治人物，曾任中华人民共和国常驻联合国粮农机构代表，中华全国青年联合会副主席。

## 生平
1981年毕业于华中农业大学，获学士学位，1988年毕业于菲律宾大学/国际水稻研究所，获硕士学位，1997年毕业于荷兰瓦赫宁恩大学，获博士学位。